# Kristýna Riegertová
Kristýna „Yassu“ Riegertová (arabsky كريستين “يسوع„ ريجرت‎) (* 8. července 2004 Abú Zabí, SAE) je česká reprezentantka v sedmičkovém a patnáctkovém ragby. 
V roce 2023 vybojovala s českou reprezentací Ragby VII třetí místo na Evropských hrách v Krakově.